# Holy Rosary Cathedral (Vancouver)

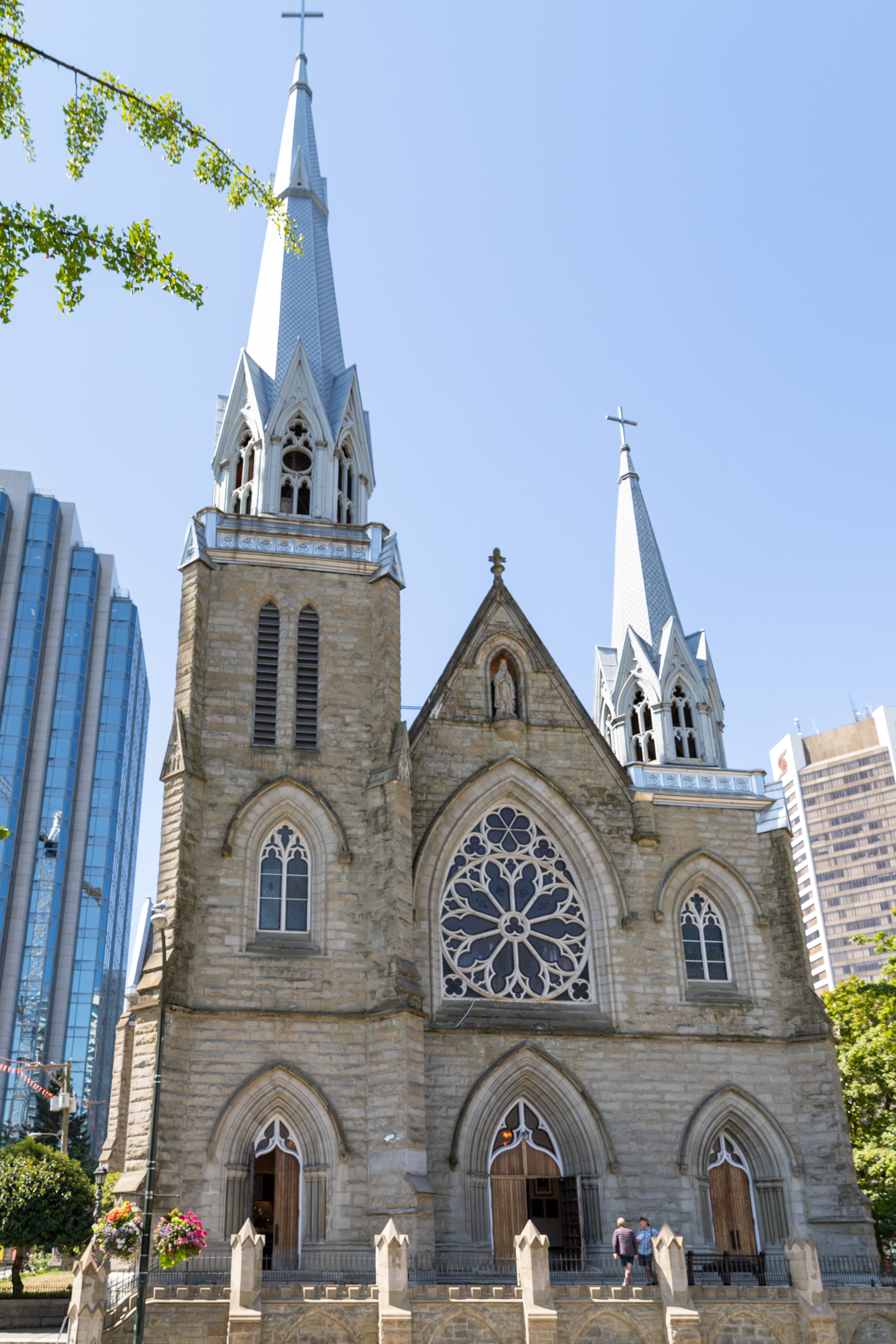
Holy Rosary Cathedral

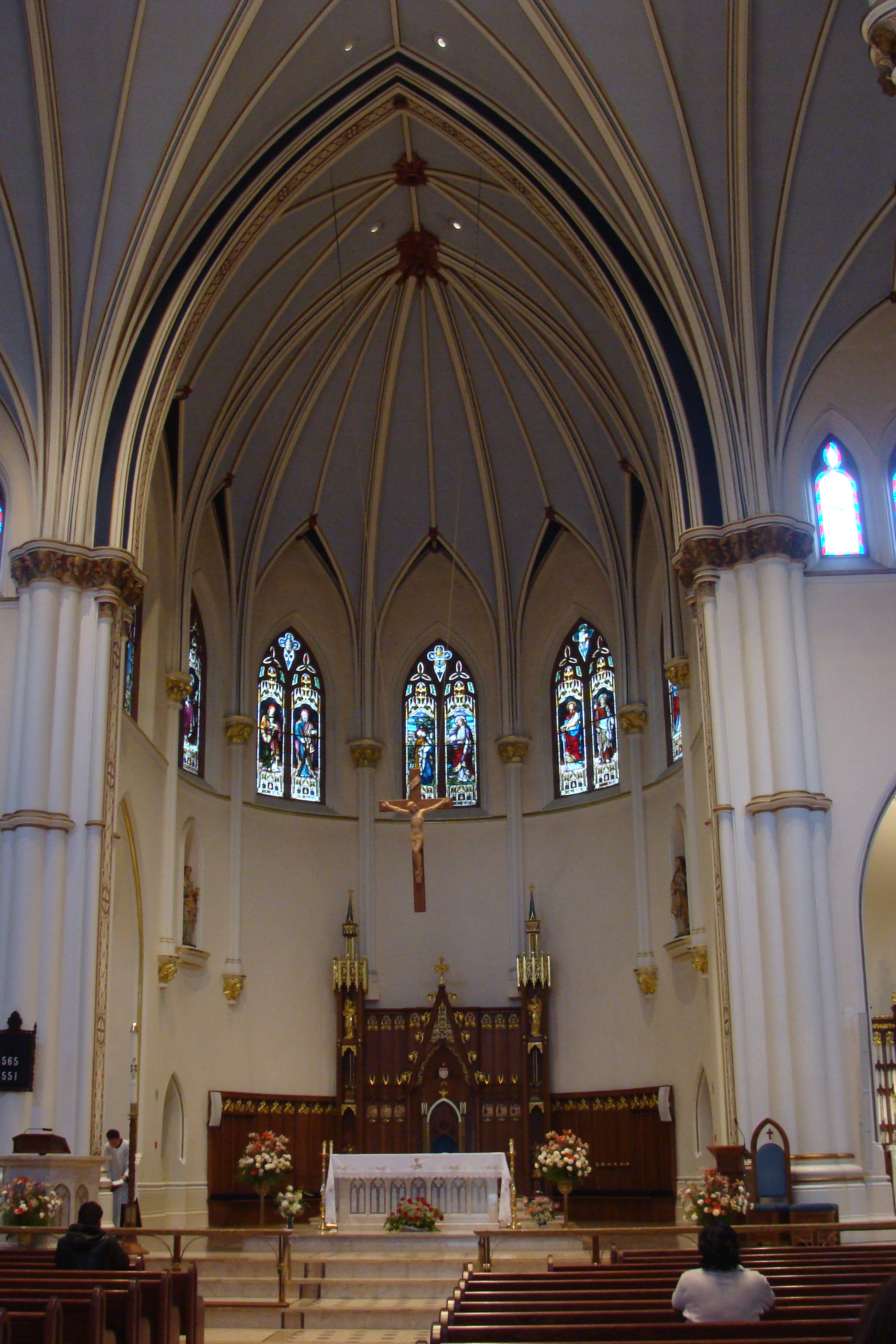
Blick auf den Altarraum

Die Holy Rosary Cathedral (dt. Kathedrale des Heiligen Rosenkranzes) ist eine römisch-katholische Kathedrale in der kanadischen Stadt Vancouver und Sitz des Erzbistums Vancouver. Sie befindet sich im Stadtzentrum an der Richards Street.

## Bauwerk
Das erste katholische Kirchengebäude wurde 1889 eröffnet und war vollständig aus Holz erbaut. Es wurde zehn Jahre später durch einen steinernen Neubau ersetzt. Nach einer Bauzeit von 490 Tagen erfolgte die Einweihung am 8. Dezember 1900. Im Jahr 1916 wurde die Kirche zu einer Kathedrale erhoben.
Die Kathedrale im neugotischen Stil wurde aus Sandstein von der Insel Gabriola Island errichtet und weist die Form eines Kreuzes auf. Sie ist 49 m lang, 32 m breit und 19 m hoch. Die Höhe des Kirchturms beträgt 66 m. Die Architekten waren T. E. Julian and H. J. Williams.

## Kirchenkunst

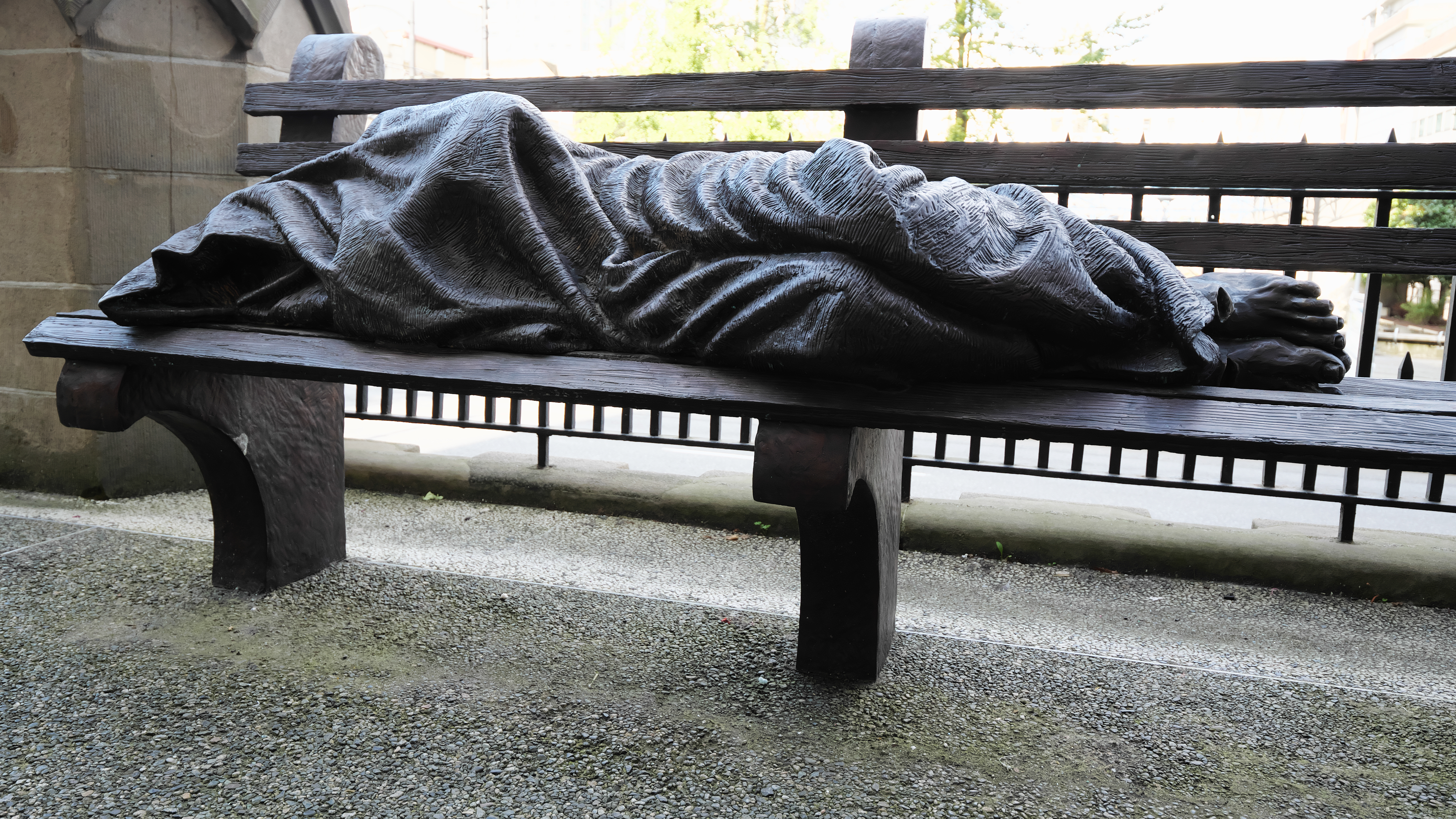
Die Skulptur Homeless Jesus des kanadischen Künstlers Timothy Schmalz

Vor dem Eingang der Kathedrale befindet sich seit dem Frühjahr 2017 eine Kopie der vom kanadischen Künstler Timothy Schmalz aus Toronto gestalteten, lebensgroßen Bronzeskulptur Homeless Jesus (Heimatloser Jesus) aus dem Jahr 2014. Sie zeigt einen mit einer langen Kutte bekleideten Mann, der auf einer Parkbank liegt. Das Gesicht ist unter einer Kapuze verborgen, und an den nackten Füßen sind Wundmale zu erkennen. Auf der begleitenden Tafel steht der Vers 38 aus dem 25. Kapitel des Evangeliums nach Matthäus (siehe Mt 25,38 ): „Und wann haben wir dich fremd gesehen und aufgenommen oder nackt und dir Kleidung gegeben?“

## Orgel

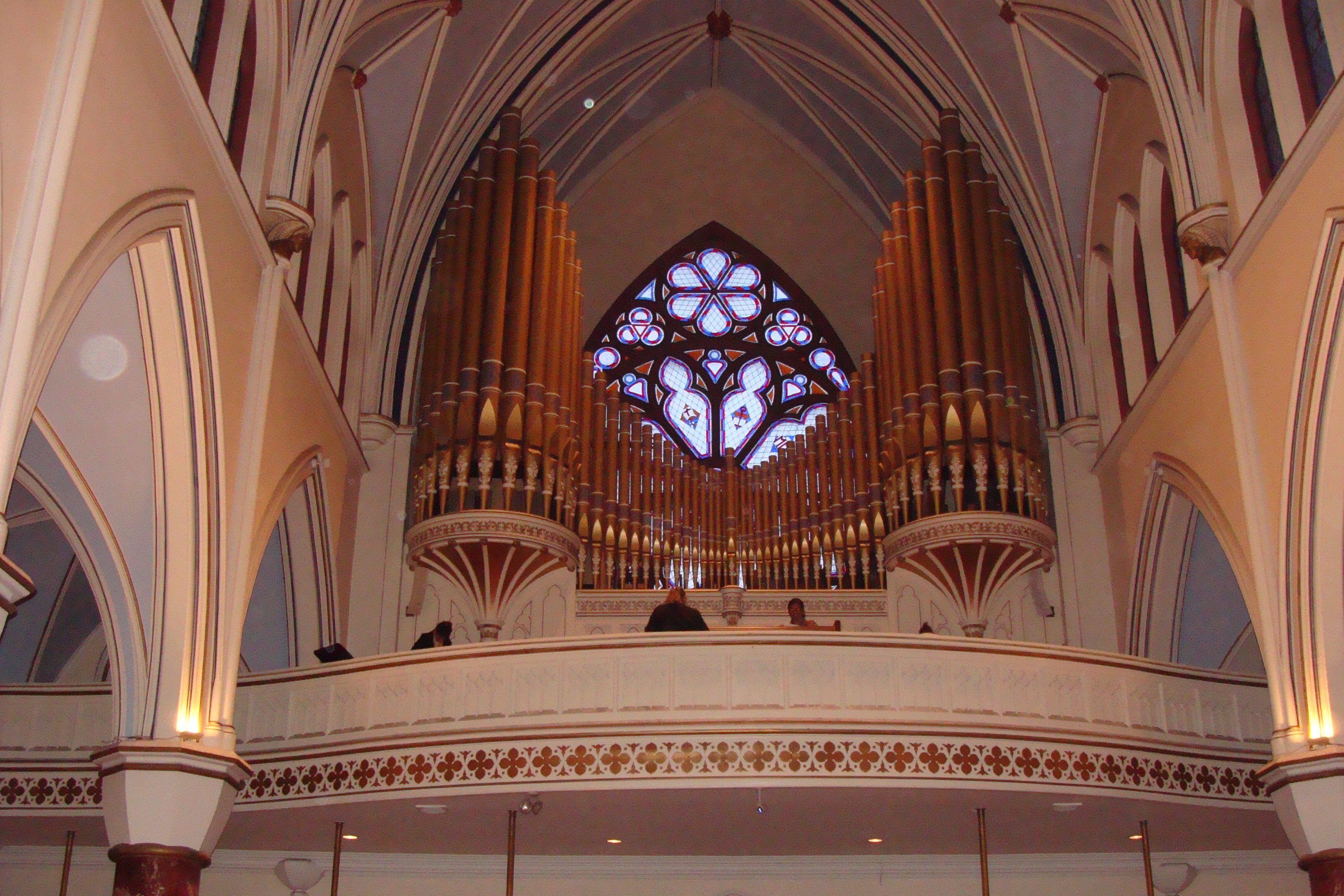
Blick auf die Orgel

Die Orgel wurde im Jahre 1900 von dem Orgelbauer Karn-Warren erbaut, und 1999 durch Casavant Frères restauriert. Das Instrument hat 49 Register auf drei Manualen und Pedal (2.899 Pfeifen), darunter 4 transmittierte und drei extendierte Register. Die Spiel- und Registertrakturen sind elektro-pneumatisch.
| I Choir Organ C–c4 |       |
| Geigen Principal   | 8′    |
| Melodia            | 8′    |
| Gamba              | 8′    |
| Dulciana           | 8′    |
| Fugara             | 4′    |
| Harmonic Flute     | 4′    |
| Harmonic Piccolo   | 2′    |
| Quint Flute        | 1 ⁄3′ |
| Clarinet           | 8′    |
| Tremulant          |       |

| II Great Organ C–c4  |       |
| Double Open Diapason | 16′   |
| Open Diapason        | 8′    |
| Principal            | 8′    |
| Doppel Flute         | 8′    |
| Dolce                | 8′    |
| Principal            | 4′    |
| Wald Flute           | 4′    |
| Twelfth              | 2 ⁄3′ |
| Fifteenth            | 2′    |
| Mixture IV–V         | 1 ⁄3′ |
| Trumpet              | 8′    |
| Clarion              | 4′    |

| III Swell Organ C–c4 |       |
| Bourdon              | 16′   |
| Open Diapason        | 8′    |
| Stopped Diapason     | 8′    |
| Salicional           | 8′    |
| Viola di gamba       | 8′    |
| Voix céleste         | 8′    |
| Principal            | 4′    |
| Flauto Dolce         | 4′    |
| Flautino             | 2′    |
| Mixture V            | 2′    |
| Cornet V             | 2 ⁄3′ |
| Bassoon              | 16′   |
| Cornopean            | 8′    |
| Oboe                 | 8′    |
| Vox humana           | 8′    |
| Clarion              | 4′    |
| Tremulant            |       |

| Pedal Organ C–g1    |     |
| Resultant           | 32′ |
| Open Diapason       | 16′ |
| Contrabass          | 16′ |
| Subbass             | 16′ |
| Bourdon (aus Swell) | 16′ |
| Octave Bass         | 8′  |
| Bass Flute          | 8′  |
| Octave              | 4′  |
| Trombone            | 16′ |
| Bassoon (aus Swell) | 16′ |
| Trumpet (aus Great) | 8′  |
| Oboe (aus Swell)    | 4′  |

- Koppeln: II/I, I/P, II/P